# Магнус Бергс
Магнус Хельгі Йонссон Бергс (ісл. Magnús Helgi Jónsson Bergs, нар. 27 серпня 1956, Рейк'явік) — ісландський футболіст, що грав на позиції півзахисника, зокрема, за клуб «Валюр» та національну збірну Ісландії.

## Клубна кар'єра
У дорослому футболі дебютував 1974 року виступами за команду «Валюр», в якій провів сім сезонів. За цей час тричі вигравав футбольну першість Ісландії.
Своєю грою за цю команду привернув увагу представників тренерського штабу клубу «Боруссія» (Дортмунд), до складу якого приєднався 1980 року. У лавах дортмундського клубу провів наступні два роки. Утім за цей час виходив на поле лише у двох іграх німецького чемпіонату, тож 1982 року змінив клуб на бельгійський «Тонгерен», а ще за рік став гравцем іспанського «Расінга» (Сантандер).
Провівши у сезоні 1984/85 декілька матчів за «Айнтрахт» (Брауншвейг) у німецькій Бундеслізі, завершив ігрову кар'єру.
Згодом повертався на футбольне поле — 1988 року грав на батьківщині за «Троттур», а в 1990 році за «Стьярнан».

## Виступи за збірну
1980 року дебютував в офіційних матчах у складі національної збірної Ісландії.
Загалом протягом кар'єри у національній команді, яка тривала 6 років, провів у її формі 16 матчів, забивши 2 голи.

## Титули і досягнення
- Чемпіон Ісландії (3):

«Валюр»: 1976, 1978, 1980